# Repinotan
Repinotan (BAYx3702) je selektivni pun agonist  receptor visoke potentnosti i efikasnosti. On ima neuroprotektivno dejstvo u životinjskim studijama, i bio je u kliničkim ispitivanjima za primenu u redukovanju oštećenja mozga nakon povrede glave. Naknadno je ispitivan u fazi II za tretman moždanog udara. Dok su nuspojave bile blage i sastojale se uglavnom od mučnine, repinotan nije bio dovoljno efikasan da bi se opravdala dalja klinička ispitivanja.
Repinotan se i dalje istražuje za druge moguće primene. Utvrđeno je da je efektivan za tretiranje respiratorne depresije proizvedene morfinom, mada u proizvodi malo umanjenje analgetskog dejstva.